# Colonia Miguel Alemán, Santiago Tuxtla
Colonia Miguel Alemán är en ort i Mexiko.   Den ligger i kommunen Santiago Tuxtla och delstaten Veracruz, i den sydöstra delen av landet, 400 km öster om huvudstaden Mexico City. Colonia Miguel Alemán ligger 162 meter över havet och antalet invånare är 169.
Terrängen runt Colonia Miguel Alemán är kuperad åt nordväst, men åt sydost är den platt. Runt Colonia Miguel Alemán är det ganska tätbefolkat, med 139 invånare per kvadratkilometer. Närmaste större samhälle är San Andres Tuxtla, 10,5 km öster om Colonia Miguel Alemán. Omgivningarna runt Colonia Miguel Alemán är en mosaik av jordbruksmark och naturlig växtlighet.